# Morlancourt
Morlancourt ist eine nordfranzösische Gemeinde mit 378 Einwohnern (Stand 1. Januar 2022) im Département Somme in der Region Hauts-de-France. Die Gemeinde gehört zum Kanton Albert und ist Teil der Communauté de communes du Pays du Coquelicot.

## Geographie
Die rund 8,5 km südlich von Albert zwischen der Tälern der Somme und der Ancre an der Départementsstraße D42 gelegene Gemeinde umfasst auch den mit ihr zusammengewachsenen Gemeindeteil Villers-le-Vert.

## Geschichte
Das Schloss in der Ortsmitte ist abgegangen.
Die Gemeinde erhielt als Auszeichnung das Croix de guerre 1914–1918.

## Einwohner
| 1962 | 1968 | 1975 | 1982 | 1990 | 1999 | 2006 | 2010 |
| ---- | ---- | ---- | ---- | ---- | ---- | ---- | ---- |
| 392  | 371  | 319  | 320  | 335  | 318  | 343  | 365  |

## Verwaltung
Bürgermeister (maire) ist seit 2001 Michel Destombes.	

## Sehenswürdigkeiten
- Die von 1928 bis 1930 wiederaufgebaute Kirche Sainte-Marie-Madeleine.

## Persönlichkeiten
- Louis de Friant, General und Comte de l’Empire (1758–1829), geboren in Morlancourt, Mitglied der Ehrenlegion.
- Alfred Dizy, Landarbeiter und Chef einer Widerstandsgruppe, 1943 in Amiens hingerichtet.